# Pátria (hino)
Pátria é o hino nacional da República Democrática de Timor-Leste. Com letra de Francisco Borja da Costa e música de Afonso Redentor Araújo.

## História
Foi composto em 1975 e usado pela primeira vez no dia 28 de novembro do mesmo ano, quando Timor Leste declarou-se unilateralmente independente de Portugal. O país foi invadido pela Indonésia em 7 de dezembro de 1975 e Francisco Borja da Costa foi morto no mesmo dia. Foi declarado hino nacional no dia independência da Indonésia (20 de maio de 2002).
A letra foi escrita somente em português, mas agora há uma versão em tétum, a língua nacional e co-oficial do país.

### Legislação
A oficialização infraconstitucional e as formas de cerimonia de usos do hino são regulamentados pela Lei dos Símbolos Nacionais de Timor-Leste.